# Intellivision Lives!
Intellivision Lives! is een videospel voor de platforms Sony PlayStation 2 en Nintendo GameCube. Het spel werd uitgebracht in 2003. 